# Futsalliga West 2018/19 (Frauen)
Die Futsalliga West 2018/19 war die vierte Saison der Futsalliga West, der höchsten Futsalspielklasse der Frauen in Nordrhein-Westfalen. Titelverteidiger ist der UFC Münster. Neu in der Liga ist der FC Gütersloh. Fortuna Düsseldorf und Holzpfosten Schwerte zogen ihre Mannschaften während der Saison zurück.

## Tabelle
| Pl.               | Verein               | Sp. | S  | U | N  | Tore    | Diff. | Punkte |
| ----------------- | -------------------- | --- | -- | - | -- | ------- | ----- | ------ |
| 1.                | UFC Münster (M)      | 12  | 12 | 0 | 0  | 137:140 | +123  | 36     |
| 2.                | UFC Paderborn        | 12  | 10 | 0 | 2  | 119:310 | +88   | 30     |
| 3.                | GTSV Essen           | 12  | 6  | 2 | 4  | 081:510 | +30   | 20     |
| 4.                | Futsalicious Essen   | 12  | 5  | 1 | 6  | 033:620 | −29   | 16     |
| 5.                | Futsal Panthers Köln | 12  | 4  | 2 | 6  | 056:460 | +10   | 14     |
| 6.                | FC Gütersloh (N)     | 12  | 2  | 1 | 9  | 040:120 | −80   | 07     |
| 7.                | HSRW Kleve           | 12  | 0  | 0 | 12 | 009:146 | −137  | 0      |
| 8.                | Fortuna Düsseldorf   | 0   | 0  | 0 | 0  | 000:000 | ±0    | 0      |
| 8.                | Holzpfosten Schwerte | 0   | 0  | 0 | 0  | 000:000 | ±0    | 0      |
| Stand: Saisonende |                      |     |    |   |    |         |       |        |

| Zum Saisonende 2018/19:                                                                         |                               |
| Qualifiziert für die Play-off-Runde: UFC Münster, UFC Paderborn, GTSV Essen, Futsalicious Essen |                               |
|                                                                                                 |                               |
| Zum Saisonende 2017/18:                                                                         |                               |
| (M)                                                                                             | Titelverteidiger: UFC Münster |
| (N)                                                                                             | Neu in der Liga: FC Gütersloh |

## Play-off-Runde

### Halbfinale
Gespielt wird am 13. und 27. April 2019.
|               | Gesamt |                    | Hinspiel | Rückspiel |
| ------------- | ------ | ------------------ | -------- | --------- |
| UFC Münster   | 41:0   | Futsalicious Essen | 28:0     | 13:0      |
| UFC Paderborn | 8:3    | GTSV Essen         | 5:0      | 3:3       |

### Spiel um Platz 3
Gespielt wird am 11. und 18. Mai 2019.
|                    | Gesamt |            | Hinspiel | Rückspiel |
| ------------------ | ------ | ---------- | -------- | --------- |
| Futsalicious Essen | 3:15   | GTSV Essen | 1:4      | 2:11      |

### Finale
Gespielt wird am 11. und 18. Mai 2019.
|             | Gesamt |               | Hinspiel | Rückspiel |
| ----------- | ------ | ------------- | -------- | --------- |
| UFC Münster | 21:5   | UFC Paderborn | 13:2     | 8:3       |